# 이즈미자키역
이즈미자키역(일본어: 泉崎駅)은 일본 후쿠시마현 니시시라카와군 이즈미자키촌에 있는, 동일본 여객철도 도호쿠 본선의 역이다. 단선 승강장 2면 2선 구조의 지상역이며, 신시라카와역 관리의 무인역이다.

## 타는 곳
| 1 | ■ 도호쿠 본선 | (하행) | 야부키 · 스카가와 · 고리야마 · 후쿠시마 방면 |
| 2 | ■ 도호쿠 본선 | (상행) | 시라카와 · 신시라카와 · 구로이소 방면        |

## 역 주변
- 이즈미자키 자료관
- 이즈미자키 촌립 병원
- 덴노다이 뉴 타운

## 역사
- 1896년 2월 25일 : 개업.
- 1984년 12월 1일 : 무인화.
- 1987년 4월 1일 : 민영화에 의해, 동일본 여객철도로 이관.

## 인접 정차역
| 도호쿠 본선          | 도호쿠 본선   | 도호쿠 본선          |
| -------------------- | ------------- | -------------------- |
| 구타노 구로이소 방면 | ■ 도호쿠 본선 | 야부키 후쿠시마 방면 |